# Gyrineum hirasei
Gyrineum hirasei is een slakkensoort uit de familie van de Cymatiidae. De wetenschappelijke naam van de soort werd voor het eerst geldig gepubliceerd in 1961 door Kuroda en Habe als Biplex hirasei.